# Elecciones parlamentarias de Portugal de 2019
Las elecciones parlamentarias de Portugal se celebraron el 6 de octubre de 2019 con el objetivo de elegir a los 230 diputados de la Asamblea de la República.

## Sistema electoral
La Asamblea de la República está compuesta por 230 miembros elegidos directamente por sufragio universal por un período máximo de cuatro años. Cada uno de los dieciocho distritos administrativos de Portugal, así como cada una de las dos regiones autónomas del país, las Azores y Madeira, es un distrito electoral. Los votantes portugueses que residen fuera del territorio nacional se agrupan en dos circunscripciones electorales, Europa y el resto del mundo, cada uno de los cuales elige a dos miembros de la Asamblea. Los 226 escaños restantes se asignan entre las circunscripciones del territorio nacional en proporción a su número de electores registrados.
Los partidos políticos y las coaliciones de partidos pueden presentar listas de candidatos. Las listas son cerradas. Los escaños en cada circunscripción se distribuyen de acuerdo con el método D'Hondt.

## Distribución de escaños por circunscripción
La siguiente tabla contiene el número de escaños y votantes en cada circunscripción electoral:
| Circunscripción | Diputados | Mapa |
| --- | --------- | ---- |
| Lisboa | 48        |      |
| Oporto | 40        |      |
| Braga | 19        |      |
| Setúbal | 18        |      |
| Aveiro | 16        |      |
| Leiría | 10        |      |
| Coímbra, Faro y Santarém | 9         |      |
| Viseu | 8         |      |
| Madeira y Viana do Castelo | 6         |      |
| Azores y Vila Real | 5         |      |
| Castelo Branco | 4         |      |
| Beja, Braganza, Évora y Guarda | 3         |      |
| Portalegre, Europa y Fuera de Europa | 2         |      |
| NOTA: La circunscripción de Viseu y de Guarda eligen, ambos, un diputado menos que en los anteriores comicios, mientras que los de Oporto e Lisboa eligen, ambos, uno más. |           |      |

## Resultados

### Resultados nacionales
| Lista electoral                                                | Lista electoral                                   | Votos      | Votos   | Votos | Escaños | Escaños | Escaños | Escaños |
| Lista electoral                                                | Lista electoral                                   |            | %       | +/−   |         | +/−     | %       | +/−     |
| -------------------------------------------------------------- | ------------------------------------------------- | ---------- | ------- | ----- | ------- | ------- | ------- | ------- |
|                                                                | Partido Socialista (PS)                           | 1 908 036  | 36,34 % | 4,0   | 108     | 22      | 46,96   | 9,6     |
|                                                                | Partido Social Demócrata (PPD/PSD)                | 1 457 704  | 27,76 % | N/D   | 79      | 10      | 34,35   | 4,3     |
|                                                                | Bloque de Izquierda (BE)                          | 500 017    | 9,52 %  | 0,7   | 19      | 0       | 8,26    | 0       |
|                                                                | Coalición Democrática Unitaria (PCP-PEV)          | 332 473    | 6,33 %  | 1,9   | 12      | 5       | 5,22    | 2,2     |
|                                                                | CDS-Partido Popular (CDS-PP)                      | 221 774    | 4,22 %  | N/D   | 5       | 13      | 2,17    | 5,6     |
|                                                                | Personas-Animales-Naturaleza (PAN)                | 174 511    | 3,32 %  | 1,9   | 4       | 3       | 1,74    | 1,3     |
|                                                                | CHEGA! (CH)                                       | 67 826     | 1,29 %  | N/D   | 1       | N/D     | 0,43    | N/D     |
|                                                                | Iniciativa Liberal (IL)                           | 67 681     | 1,29 %  | N/D   | 1       | N/D     | 0,43    | N/D     |
|                                                                | LIVRE (L)                                         | 57 172     | 1,09 %  | 0,4   | 1       | 1       | 0,43    | 0,4     |
|                                                                | Alianza (A)                                       | 40 487     | 0,77 %  | N/D   | 0       | N/D     | 0,00    | N/D     |
|                                                                | Partido Comunista de los Trabajadores (PCTP-MRPP) | 36 118     | 0,69 %  | 0,4   | 0       | 0       | 0,00    | 0       |
|                                                                | Reaccionar Incluir Reciclar (RIR)                 | 35 359     | 0,67 %  | N/D   | 0       | N/D     | 0,00    | N/D     |
|                                                                | Partido Nacional Renovador (PNR)                  | 17 126     | 0,33 %  | 0,2   | 0       | 0       | 0,00    | 0       |
|                                                                | Partido de la Tierra (MPT)                        | 12 952     | 0,25 %  | 0,2   | 0       | 0       | 0,00    | 0       |
|                                                                | Nosotros, Ciudadanos! (NC)                        | 12 379     | 0,24 %  | 0,2   | 0       | 0       | 0,00    | 0       |
|                                                                | Partido Democrático Republicano (PDR)             | 11 761     | 0,22 %  | 0,9   | 0       | 0       | 0,00    | 0       |
|                                                                | Partido Unido de Pensionistas y Jubilados (PURP)  | 11 491     | 0,22 %  | 0,0   | 0       | 0       | 0,00    | 0       |
|                                                                | Juntos por el Pueblo (JPP)                        | 10 550     | 0,20 %  | 0,1   | 0       | 0       | 0,00    | 0       |
|                                                                | Partido Popular Monárquico (PPM)                  | 8 431      | 0,16 %  | 0,1   | 0       | 0       | 0,00    | 0       |
|                                                                | Partido del Trabajo Portugués (PTP)               | 8 299      | 0,16 %  | 0,1   | 0       | 0       | 0,00    | 0       |
|                                                                | Movimiento Alternativa Socialista (MAS)           | 3 331      | 0,06 %  | N/D   | 0       | N/D     | 0,00    | N/D     |
|                                                                | Blancos/Inválidos                                 | 255 586    | 4,87 %  | 1,1   |         |         |         |         |
| Votantes                                                       | Votantes                                          | 5 251 064  |         |       |         |         |         |         |
| Electores                                                      | Electores                                         | 10 810 240 |         |       |         |         |         |         |
| Participación                                                  | Participación                                     | 48,57 %    |         |       |         |         |         |         |
| Fuentes: Archivado el 7 de octubre de 2019 en Wayback Machine. |                                                   |            |         |       |         |         |         |         |

## Resultados por circunscripción

### General
| Distrito         | PS  | PSD | BE | CDU | CDS | PAN | CH | IL | L | Total |
| ---------------- | --- | --- | -- | --- | --- | --- | -- | -- | - | ----- |
| Azores           | 3   | 2   | 0  | 0   | 0   | 0   | 0  | 0  | 0 | 5     |
| Aveiro           | 7   | 6   | 2  | 0   | 1   | 0   | 0  | 0  | 0 | 16    |
| Beja             | 2   | 0   | 0  | 1   | 0   | 0   | 0  | 0  | 0 | 3     |
| Braga            | 8   | 8   | 2  | 0   | 1   | 0   | 0  | 0  | 0 | 19    |
| Braganza         | 1   | 2   | 0  | 0   | 0   | 0   | 0  | 0  | 0 | 3     |
| Castelo Branco   | 3   | 1   | 0  | 0   | 0   | 0   | 0  | 0  | 0 | 4     |
| Coímbra          | 5   | 3   | 1  | 0   | 0   | 0   | 0  | 0  | 0 | 9     |
| Évora            | 2   | 0   | 0  | 1   | 0   | 0   | 0  | 0  | 0 | 3     |
| Faro             | 5   | 3   | 1  | 0   | 0   | 0   | 0  | 0  | 0 | 9     |
| Guarda           | 2   | 1   | 0  | 0   | 0   | 0   | 0  | 0  | 0 | 3     |
| Leiría           | 4   | 5   | 1  | 0   | 0   | 0   | 0  | 0  | 0 | 10    |
| Lisboa           | 20  | 12  | 5  | 4   | 2   | 2   | 1  | 1  | 1 | 48    |
| Madeira          | 3   | 3   | 0  | 0   | 0   | 0   | 0  | 0  | 0 | 6     |
| Portalegre       | 2   | 0   | 0  | 0   | 0   | 0   | 0  | 0  | 0 | 2     |
| Oporto           | 17  | 15  | 4  | 2   | 1   | 1   | 0  | 0  | 0 | 40    |
| Santarém         | 4   | 3   | 1  | 1   | 0   | 0   | 0  | 0  | 0 | 9     |
| Setúbal          | 9   | 3   | 2  | 3   | 0   | 1   | 0  | 0  | 0 | 18    |
| Viana do Castelo | 3   | 3   | 0  | 0   | 0   | 0   | 0  | 0  | 0 | 6     |
| Vila Real        | 2   | 3   | 0  | 0   | 0   | 0   | 0  | 0  | 0 | 5     |
| Viseu            | 4   | 4   | 0  | 0   | 0   | 0   | 0  | 0  | 0 | 8     |
| Europa           | 1   | 1   | 0  | 0   | 0   | 0   | 0  | 0  | 0 | 2     |
| Fuera de Europa  | 1   | 1   | 0  | 0   | 0   | 0   | 0  | 0  | 0 | 2     |
| TOTAL            | 108 | 79  | 19 | 12  | 5   | 4   | 1  | 1  | 1 | 230   |

### Por distrito
- Elecciones legislativas de 2019 en el distrito de Lisboa (48 diputados)